# I Guess That's Why They Call It the Blues
«I Guess That's Why They Call It the Blues» es una canción del cantante británico Elton John (letra de  Bernie Taupin) con Stevie Wonder en armónica. La canción tuvo críticas mayormente positivas; Bill Janovitz de Allmusic declaró que el sencillo "se convertirá en un hito en la historia del pop". Desde la década de 1980, pasó a ser una de las canciones de Elton John más emitidas en las radios. 

## Historia
La canción apareció en el álbum Too Low For Zero. Lanzada como un sencillo en abril de 1983, alcanzó el quinto puesto en las listas del Reino Unido y el cuarto en los Estados Unidos seis meses después. También fue incluida en la banda sonora de la película Peter's Friends, de 1992.
El videoclip se filmó en The Rivoli Ballroom en Londres, fue uno de los veinte videos dirigidos por el australiano Russell Mulcahy y se destacó por ser una de las pocas ocasiones en que John apareció en una cinta o filmación sin estar usando sus clásicos anteojos. Cuenta la historia de dos jóvenes amantes de la década de 1950 que se separan cuando el hombre se ve obligado a irse al servicio nacional y describe las pruebas y tribulaciones que experimenta. allí, y finalmente se reúnen al final de la canción.  
John realizó también una versión en vivo con Mary J. Blige, incluida en el álbum Mary J. Blige & Friends. Otra versión en vivo, esta con solo Elton John y la sección rítmica básica, fue grabado en vivo en Verona en 1996 durante la aparición de John con Luciano Pavarotti como parte de los conciertos benéficos Pavarotti & Friends for War Child del tenor italiano. 
James Blunt y Alessia Cara hicieron versiones de la canción, en 2014 y 2018 respectivamente.

## Formato
Sencillo de 7" en los Estados Unidos
1. "I Guess That's Why They Call It the Blues"
2. "The Retreat"

Sencillo de 7" en Gran Bretaña
1. "I Guess That's Why They Call It the Blues"
2. "Choc Ice Goes Mental"

## En los medios
A principios de febrero de 2010, la canción se utilizó en una publicidad de Verizon.

## Créditos
- Elton John: piano, sintetizados, cantante principal.
- Davey Johnstone: guitarra, coro.
- Dee Murray: bajo, coro.
- Nigel Ollson: batería, coro.
- Stevie Wonder: armónica